# Pindis zabdi
Pindis zabdi är en fjärilsart som beskrevs av Butler 1869. Pindis zabdi ingår i släktet Pindis och familjen praktfjärilar. Inga underarter finns listade i Catalogue of Life.